# تیشیگان (ویسکانسین)
تیشیگان (به انگلیسی: Tichigan) یک منطقهٔ مسکونی در ایالات متحده آمریکا است که در شهرستان رسین، ویسکانسین واقع شده‌است. تیشیگان ۵٬۱۳۳ نفر جمعیت دارد و ۲۴۲٫۰۱ متر بالاتر از سطح دریا واقع شده‌است.